# Landkreis Aurich
Landkreis Aurich er en Landkreis i den tyske delstat Niedersachsen. Landkreisen ligger ved Nordsøkysten i Niedersachsens nordvestlige del og er centrum i det historiske landskab Ostfriesland. I øst grænser landkreisen op til Landkreis Wittmund. Mod syd er naboerne Landkreis Leer og den kreisfrie by Emden. 
Den nuværende kreis blev dannet i 1977, da de tidligere landkriese Aurich og Norden blev slået sammen. 

## Byer og kommuner i Landkreis Aurich
Kreisen havde 189848  indbyggere pr.  2018-12-31

1. Aurich, administrationsby (41991)
2. Baltrum (652)
3. Dornum (4442)
4. Großefehn [adm: Ostgroßefehn] (13915)
5. Großheide (8557)
6. Hinte (7117)
7. Ihlow [adm: Ihlowerfehn] (12418)

| 1. Juist (1515) 2. Krummhörn [adm: Pewsum] (11997) 3. Norden, by (25060) 4. Norderney, by (6089) 5. Südbrookmerland [adm: Victorbur] (18435) 6. Wiesmoor, by (13141) |

Samtgemeinden og deres kommuner
* markerer administrationsby for Samtgemeindeforvaltning
| - 1. Samtgemeinde Brookmerland (13310) 1. Leezdorf (1849) 2. Marienhafe, Flecken * (2386) 3. Osteel (2146) 4. Rechtsupweg (2069) 5. Upgant-Schott (3848) 6. Wirdum (1012) | - 2. Samtgemeinde Hage (11209) 1. Berumbur (2767) 2. Hage, Flecken * (6310) 3. Hagermarsch (415) 4. Halbemond (1001) 5. Lütetsburg (716) |